# Another Brick in the Wall
〈Another Brick in the Wall〉은 핑크 플로이드의 1979년 록 오페라 음반 《The Wall》의 3부작곡이다. 경직되고 학대받는 학교 교육에 반대하는 항의 노래 "Part 2"에는 어린이 합창단이 등장한다. 프로듀서 밥 에즈린의 제안으로 핑크 플로이드는 디스코 요소를 가미했다.
"Part 2"는 싱글로 발매되었으며, 핑크 플로이드는 1968년 〈Point Me at the Sky〉 이후 영국에서 처음 발매되었다. 이 음반은 영국, 미국, 서독 및 다른 많은 나라에서 그들의 유일한 1위 싱글이 되었고 전 세계적으로 4백만 장 이상이 팔렸다. 이 곡은 그래미 어워드 후보에 올랐고 《롤링 스톤》이 선정한 "역사상 가장 위대한 노래 500곡"에서 384위에 올랐다.

## 개념
〈Another Brick in the Wall〉의 세 부분은 핑크 플로이드의 1979년 록 오페라 음반 《The Wall》에 수록되어 있다. "Part 1"에서 주인공인 핑크는 아버지의 죽음 이후 자신을 둘러싼 은유적인 벽을 쌓기 시작한다. "Part 2"에서는 과잉보호하는 어머니와 학대하는 학교 선생님들을 포함한 트라우마가 은유적인 벽돌이 된다. "Part 3"의 폭력적인 붕괴 이후, 핑크는 그가 알고 있는 모든 사람들을 "벽돌 속의 벽돌"이라고 일축한다.
베이시스트 로저 워터스는 엄격한 학교, 특히 기숙학교에 대한 항의로 "Part 2"를 썼다. 〈Another Brick in the Wall〉은 이 음반을 바탕으로 한 영화에 출연한다. 'Part 2' 순서에서는 아이들이 학교에 들어가 고기 분쇄기를 통해 일제히 행진하며, 폭동을 일으키고 학교를 불태우기 전에 "퍼티 페이스" 클론이 된다.

## 반응
〈Another Brick in the Wall (Part 2)〉은 싱글로 발매되었으며, 〈Point Me at the Sky〉(1968년) 이후 영국에서 핑크 플로이드의 첫 번째 곡이다. 핑크 플로이드가 영국, 미국, 서독, 기타 여러 나라에서 유일하게 1위를 차지했으며 지금도 여전히 1위를 달리고 있다. 그것은 또한 영국에서 10년 중 마지막 크리스마스 넘버원이었다. 미국에서는 디스코 차트에서 57위에 올랐다. 이 싱글은 전 세계적으로 4백만 장 이상 팔렸다.
이 곡은 《더 월》 영화에 출연한 공로로 1983년 영국 아카데미 최우수 오리지널 노래상을 워터스가 수상했다. "Part 2"는 록 듀오나 그룹에 의해 그래미 어워드 최우수 퍼포먼스상 후보에 올랐다. 《롤링 스톤》이 선정한 "역사상 가장 위대한 노래 500곡"의 384위에 올랐다.
그 가사는 논란을 불러 일으켰다 내부 런던 교육 당국은 이 노래를 "비열한" 노래라고 표현했고, 알룬 렌쇼에 따르면, 마거릿 대처 총리는 "그 노래를 싫어했다"고 한다. 렌쇼는 "교육 시스템과는 무관한 노래에 대해 정치적인 반응이 있었습니다. 그것은 워터스의 인생과 그의 학교 교육이 그 일부분에 어떻게 영향을 미쳤는지에 대한 성찰이었습니다."라고 말했다. 음반 《The Wall》뿐만 아니라 이 싱글은 1980년 남아프리카 공화국에서 아파르트헤이트에 따른 교육에서 인종간 불평등을 규탄하는 전국적인 학교 보이콧 지지자들에 의해 채택된 후 금지되었다.

## 로열티
보컬의 대가로, 이즐링턴 학교의 아이들은 핑크 플로이드 콘서트 티켓, 음반, 싱글을 받았다. 그 학교는 1,000파운드의 급료를 받았음에도 불구하고, 로열티에 대한 계약상의 약정은 없었다. 1996년 영국 저작권법이 바뀐 후, 그들은 방송으로부터 로열티를 받을 자격이 되었다. 로열티 에이전트인 피터 로완이 프렌즈 재결합이라는 웹사이트를 통해 합창단원들을 추적한 후, 2004년 그들은 성공적으로 공연예술가 미디어권협회에 로열티 청구를 제기하였다.

## 인증
| 국가                                                            | 인증          | 판매량/출하량 |
| --------------------------------------------------------------- | ------------- | ------------- |
| 프랑스 (SNEP)                                                   | 골드          | 841,000       |
| 덴마크 (IFPI Danmark)                                           | 골드          | 45,000        |
| 독일 (BVMI)                                                     | 골드          | 250,000^      |
| 이탈리아 (FIMI)                                                 | 2× 플래티넘   | 100,000       |
| 스페인 (PROMUSICAE)                                             | 골드          | 50,000^       |
| 영국 (BPI)                                                      | 플래티넘      | 1,100,000     |
| 미국 (RIAA)                                                     | 플래티넘+골드 | 1,500,000^    |
| ^출하량을 기반으로 한 인증 · 판매량+스트리밍을 기반으로 한 인증 |               |               |